# Stacia Napierkowska
Stacia Napierkowska (nascuda Renée Claire Angèle Élisabeth Napierkowski, 16 de setembre de 1891 i 11 de maig de 1945) va ser una actriu, ballarina i directora francesa que va treballar durant l'era del cinema mut. Va aparèixer en 86 pel·lícules entre 1908 i 1926.

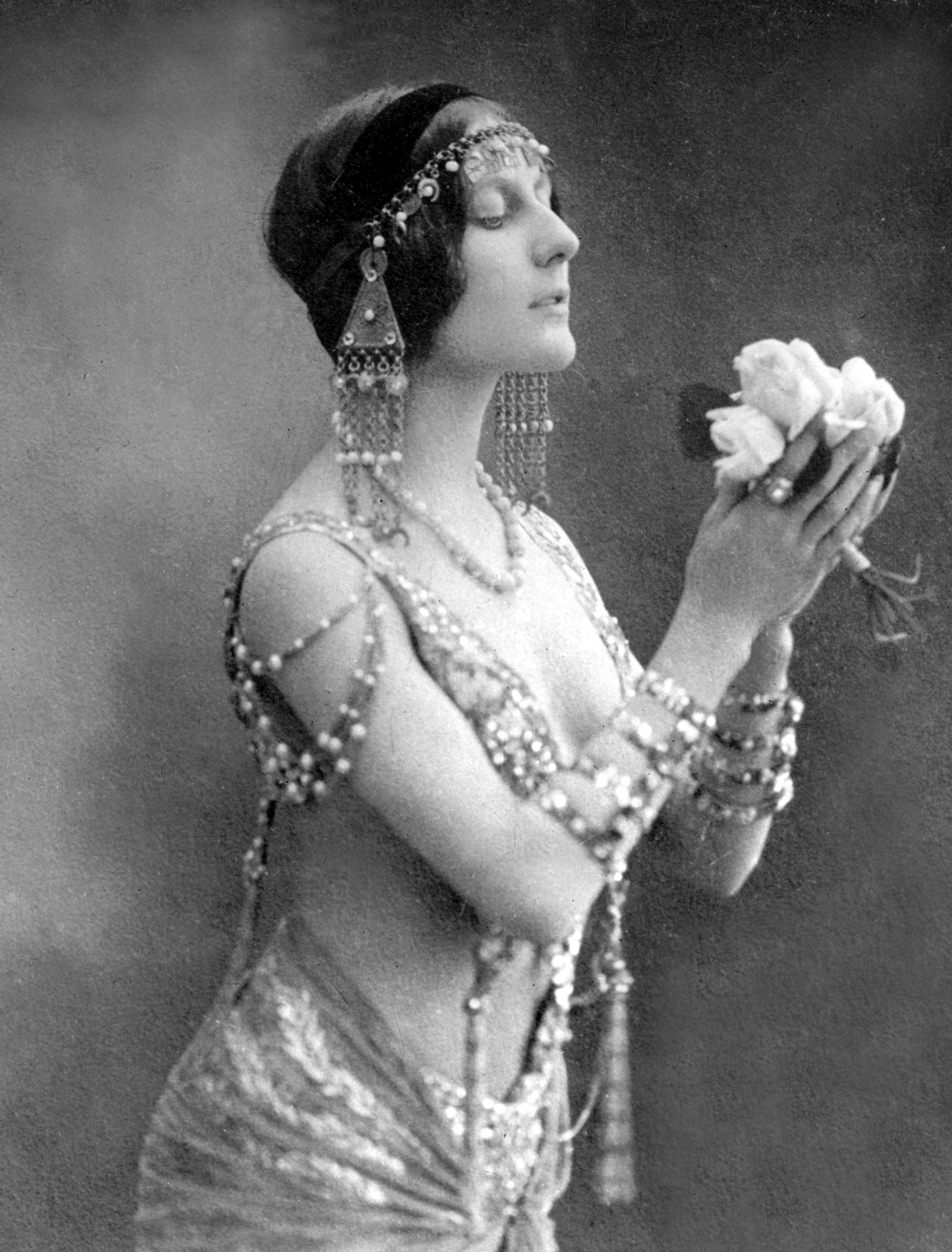

## Biografia
Va néixer Renée Claire Angèle Élisabeth Napierkowski al 6è districte de París de pare polonès, Stanisław Artur Napierkowski, i mare francesa.
Napierkowska va començar la seva carrera amb les Folies Bergère, on va ser remarcada pel director de l'Opéra-Comique que la va contractar per actuar a les Fêtes Romaines organitzades al Théâtre d'Orange. Després va actuar en les primeres pel·lícules mudes, convertint-se en una estrella mentre interpretava al costat del famós Max Linder.
El gener de 1913, es va embarcar cap als Estats Units per iniciar una carrera internacional: mentre navegava al transatlàntic Lorraine, es va trobar amb el pintor, Francis Picabia, que va produir una sèrie de pintures inspirades en ella. A Nova York, va ser arrestada durant una representació de ball quan va ser declarada indecent. Després de tornar a França, Napierkowska va dir: "De veritat, no m'he endut un sol record agradable dels Estats Units" i "Quin poble tan estret de ment que són, que impermeable a qualsevol impressió bella!"
Propera a Mistinguett i Germaine Dulac, amb qui va rodar Venus Victrix, el 1917, la directora d'un curtmetratge L'Héritière de la manade. Va tenir un dels seus majors èxits al cinema amb el paper d'Antinéa a L'Atlantide de Jacques Feyder el 1921.
Es va casar amb Joseph Frédéric Julien Bethenod l'any 1927.
Stacia Napierkowska va morir a la seva casa parisina del número 33 de l'avinguda Montaigne. Originàriament enterrat al cementiri de Bagneux, i fou transferida al cementiri de les Batignolles (29a divisió) el juny de 1946.

## Filmografia
- 1908 : L'Arlésienne d'Albert Capellani (curtmetratge)
- 1908 : L'Empreinte ou la Main rouge de Paul-Henry Burguet (curtmetratge)
- 1908 : Salomé d'Albert Capellani (curtmetratge)
- 1909 : Lucrèce Borgia d'Albert Capellani (curtmetratge)
- 1909 : Le Songe d'une nuit d'été (curtmetratge anònim)
- 1909 : Les Angoisses artistiques de Thélos (curtmetratge anònim) : la statue
- 1909 : Le Fils du saltimbanque (curtmetratge anònim)
- 1909 : La Peau de chagrin de Michel Carré (curtmetratge)
- 1909 : Dans l'Hellade de Charles Decroix (curtmetratge)
- 1909 : L'Œuvre de Jean Serval de Michel Carré (curtmetratge) : Léa Frascolo
- 1909 : L'Assommoir d'Albert Capellani (curtmetratge)
- 1909 : Del Rebbio (curtmetratge anònim)
- 1910 : Pierrot aime les roses de René Leprince (curtmetratge)Stacia Napierkowska

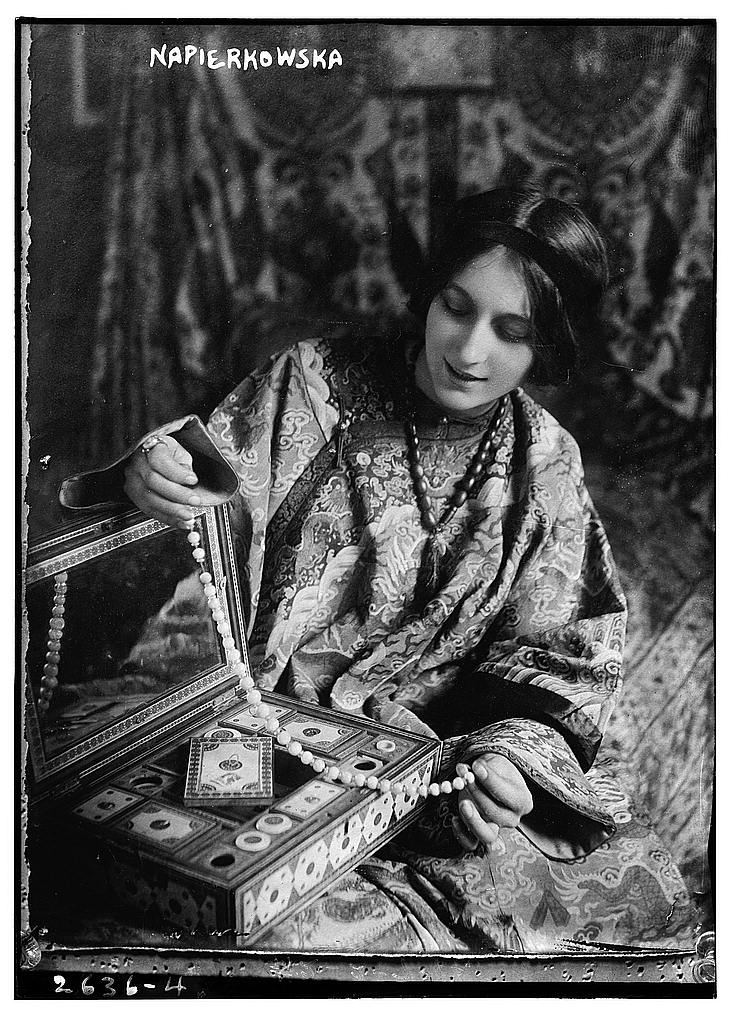
Stacia Napierkowska

- 1910 : Messaline d'Henri Andréani (curtmetratge)
- 1910 : Le Festin de Balthazar de Louis Feuillade (curtmetratge)
- 1910 : La Zingara d'Albert Capellani
- 1910 : Le Charme des fleurs de Gaston Velle (curtmetratge)
- 1910 : La Complice (ou L'Écharpe) d'Albert Capellani : la danseuse
- 1910 : Danses cambodgiennes (curtmetratge anònim)
- 1910 : Au temps des Pharaons de Gaston Velle (curtmetratge)
- 1910 : La Tragique Aventure de Robert le Taciturne, duc d'Aquitaine de Ferdinand Zecca i Henri Andréani (curtmetratge) : la Bohémienne
- 1910 : Cléopâtre de Ferdinand Zecca i Henri Andréani (curtmetratge) : un messager
- 1910 : Cagliostro, aventurier, chimiste et magicien de Camille de Morlhon i Gaston Velle (curtmetratge) : Lorenza
- 1910 : David et Goliath d'Henri Andréani (curtmetratge)
- 1910 : Max et la fuite de gaz de Max Linder (curtmetratge)
- 1911 : Le Roman d'une pauvre fille de Gérard Bourgeois (film en 4 parts)
- 1911 : Le Chef-d'œuvre de Georges Denola (curtmetratge) : le modèle
- 1911 : Madame Tallien d'Albert Capellani (curtmetratge)
- 1911 : Tristan et Yseult d'Albert Capellani (curtmetratge)
- 1911 : Le Pain des petits oiseaux d'Albert Capellani (curtmetratge) : Ginette
- 1911 : La Pipe d'opium de René Leprince (curtmetratge)
- 1911 : La Danseuse de Siva d'Albert Capellani : la danseuse Vaimalah
- 1911 : La Coupable (curtmetratge anònim)
- 1911 : Sémiramis de Camille de Morlhon (curtmetratge en 10 tableaux) : une danseuse babylonienne
- 1911 : Rival de Satan de Gérard Bourgeois (curtmetratge) : la fée bienfaitrice ou Bertrade
- 1911 : Notre-Dame de Paris d'Albert Capellani (curtmetratge) : Esmeralda
- 1912 : Le Chef d'œuvre de Georges Denola : le modèle
- 1912 : La Fièvre de l'or de Ferdinand Zecca i René Leprince (film en 3 parties) : elle-même dansant “Le Triomphe du veau d'or”
- 1912 : La Bien-aimée (Douce Alsace) de Maurice Le Forestier (curtmetratge en 2 parts) : Lisbeth
- 1912 : Max lance la mode de Max Linder i René Leprince (curtmetratge)
- 1912 : La Légende des tulipes d'or de René Leprince (curtmetratge)
- 1912 : Milord l'Arsouille curtmetratge anònim) : Marie
- 1912 : Un tragique amour de Mona Lisa d'Albert Capellani
- 1912 : Max escamoteur o Le succès de la prestidigitation de Max Linder (curtmetratge)
- 1912 : Le Tragique Amour de Mona Lisa d'Albert Capellani (curtmetratge)
- 1912 : Une nuit agitée de Max Linder (curtmetratge)
- 1912 : Un amour de la du Barry d'Albert Capellani (curtmetratge) : Jeanne du Barry
- 1912 : Les Martyrs de la vie de René Leprince (curtmetratge)
- 1912 : Les Mystères de Paris d'Albert Capellani
- 1912 : Max peintre par amour de Max Linder (curtmetratge) : la fille de Mme Cabaneilles
- 1912 : Le Miracle des fleurs de René Leprince (curtmetratge)
- 1912 : Amour tenace de Max Linder (curtmetratge) : la fille Rocdefer
- 1912 : Le Voyage de noces en Espagne de Max Linder (curtmetratge)
- 1912 : Max émule de Tartarin de Max Linder (curtmetratge)
- 1912 : Entente cordiale de Max Linder (curtmetratge)
- 1912 : Max veut grandir de Max Linder (curtmetratge)
- 1912 : Un mariage au téléphone de Max Linder (curtmetratge)
- 1912 : Le Réprouvé de René Leprince (curtmetratge) : Gadelette
- 1913 : Un roman parisien d'Adrien Caillard
- 1913 : Roule ta bosse (curtmetratge anònim)
- 1913 : Le Roi du bagne de René Leprince
- 1913 : Le Mariage de l'amour de Maurice Le Forestier (curtmetratge) : Psyché
- 1913 : Max jockey par amour de Max Linder i René Leprince (curtmetratge)
- 1913 : Max toréador de Max Linder (curtmetratge)
- 1914 : Scarpine rotte d'Ugo Falena (curtmetratge)
- 1914 : Lo stratagemma di Stasià d'Ugo Falena (curtmetratge)
- 1914 : L'Étoile du génie de Ferdinand Zecca i René Leprince
- 1914 : Il sogno di Giacobbe d'Ugo Falena (curtmetratge)
- 1914 : El sello de oro de José de Togorès
- 1915 : L'ultima danza de Gerolamo Lo Savio (curtmetratge)
- 1915 : Il fantasma della felicita d'Ugo Falena
- 1915 : Il disinganno di Pierrot (curtmetratge anònim en 6 tableaux) : Pierrot
- 1915 : Les Vampires 1 : La Tête coupée de Louis Feuillade : Marfa Koutiloff
- 1915 : Les Vampires 2 : La Bague qui tue de Louis Feuillade : Marfa Koutiloff
- 1916 : Sabina d'Elio Gioppo
- 1916 : C'est pour les orphelins ! de Louis Feuillade : l'institutrice
- 1916 : La figlia di erodiade de Ugo Falena - 1.035m -
- 1916 : Cuore e cuori d'Ugo Falena (curtmetratge)
- 1916 : Il ritorno della mamma d'Ugo Falena (curtmetratge)
- 1916 : Un'immagine e due anime (curtmetratge anònim) : Lia Aroldo et Princesse Nirkina
- 1916 : Effetti di luci d'Ercole-Luigi Morselli i Ugo Falena (curtmetratge)
- 1916 : La pupills d'Ugo Falena : Elena
- 1916 : La modella d'Ugo Falena (curtmetratge)
- 1916 : La misteriosa d'Ubaldo Pittei
- 1916 : Chiffonnette de Ubaldo Pittei - 1.420m - Chiffonnette
- 1917 : Venus Victrix de Germaine Dulac : Djali
- 1917 : L'Héritière de la manade de Stacia Napierkowska
- 1917 : Le Sacrifice (curtmetratge anònim)
- 1917 : La tragica fine di Caligula imperator d'Ugo Falena : Eglé
- 1917 : La seconda moglie d'Elio Gioppo
- 1917 : Il conclave (director anònim)
- 1921 : La Fille de Camargue d'Henri Etievant : Miette
- 1921 : L'Atlantide de Jacques Feyder : la reine Antinea
- 1921 : La Douloureuse Comédie de Théo Bergerat : Stacia, une danseuse
- 1922 : Inch'Allah de Franz Toussaint : la danseuse Zilah
- 1925 : Les Frères Zemganno d'Albert-Francis Bertoni : Fanny Thompkins
- 1926 : Le Berceau de Dieu de Fred Leroy-Granville : Salomé